# Ernusto
Ernusto (Piemonte, ... – Novara, agosto 882) è stato un vescovo italiano.
Da alcune biografie è indicato anche con i nomi di Ernulfo o Ernesto.

## Biografia
Ernusto nacque in data sconosciuta, in terra piemontese.
Fu eletto vescovo di Novara a febbraio dell'881 e rimase in carica nella propria sede fino alla sua morte, ad agosto dell'882.